# 태완
태완(본명 김태완, 1980년 6월 25일 ~ )은 대한민국의 R&B 힙합 가수 겸 싱어송라이터이다. 1999년 DJ Uzi, 현상, 진실이 말소된 페이지 등과 함께 Soul Train으로 활동하였으며, 정식 데뷔는 2006년 2월 1집 앨범 A Love Confession을 발표하면서였다. 수원과학대학교에서 인터넷정보과를 전공하였다. 현재는 대중작곡가도 겸해 활동하며, Digital Masta와 함께 작곡 팀 Blue Magic을 결성한 것은 물론, 소속사 역시 D-Business로 한솥밥을 먹고 있었으나, 2014년에 브랜뉴 뮤직으로 이적했다. 이외에도 GrooveNetwork, Stay Tuned 등의 작곡 팀을 이루고 있다.

## 바이오그래피
태완은 1990년대 말부터 이태원을 다니면서 한국에 거주하던 여러 흑인 친구들을 사귀게 되었고, 그러면서 힙합 문화를 접하게 되었다. 처음 그는 래퍼로써 활동을 시작하였으며, 그때 쓴 이름은 Rich C Nuts였다. 이 과정에서 Soul Train의 멤버가 된 그는, 1999년 장현과 함께 Rappaholik의 도움을 받아 Nineteen Street를 조직, 가요계에 데뷔하였으나 큰 성공을 거두진 못하였다. 이후엔 Osiris, Quincy와 함께 R.Crew를 조직하여 활동하였으며, 이 과정에서 한편으로 보컬 능력에 대한 주변의 추천 및 본인의 관심 끝에 보컬로도 활동을 시작하여서, 진실이 말소된 페이지, DJ Uzi 등과 콜라보를 하였으며, 보컬 시의 활동 이름으로 C-Luv라는 이름을 새로 만들어 사용하였다.
Soul Train의 해체 이후 R.Crew는 LowDown으로 개명하였으며, 가수 리치와의 혼동을 피하기 위해 Rich C Nuts는 이름을 C-Mack으로 바꾸고 "C-Mack aka C-Luv"라는 타이틀로 활동을 하였다. LowDown의 EP는 2003년 1월 발표되었다.
이후 그의 활동은 래퍼로써보다는 보컬로써가 더 두드러져, 힙합씬은 물론 여러 가요 앨범에 참여하여 활동 범위를 넓혔다. 특히, 《이 죽일 놈의 사랑》 OST에 참여하면서 주목을 받게 되었으며, 이때쯤 그는 IC 엔터테인먼트와 계약을 맺고 1집 준비에 착수하였다. 그리고 그의 이름을 다시 한 번 태완이라고 바꾸었다.
2006년 12월 디지털 앨범을 발표한 이후로 브랜드 뉴 프로덕션에서 2집을 작업하던 그는, 계약이 끝난 이후 이야기 엔터테인먼트와 새로이 계약을 맺었다가, 2007년 제이튠 엔터테인먼트로 소속을 옮겼다. 여기서 그는 비와 엠블랙 앨범 프로듀싱을 맡았으며, 그가 만든 〈레이니즘〉, 〈널 붙잡은 노래〉는 대중적으로 상당한 히트를 치기도 하였다. 2009년 12월에는 Ne-Yo와 만나 작업을 하면서 미국 진출을 준비하고 있다고 밝혔으며, 더불어 휘성, Ra.D와 함께 R&B 프로젝트 팀을 결성할 것이라는 소식을 알려왔다. 한편, 2010년 2월 20일에 결혼식을 올렸다. 이야기 엔터테인먼트와의 계약 만료 후 동료 작곡가들과 함께 프로듀싱 회사를 차렸으며, P.Diddy에게서 러브콜을 받았으나 작곡가 표기를 포기해야하는 조건 때문에 거절하였다고 그즈음 인터뷰에서 밝혀 화제가 되었다. 여기서 그는, 이미 예고된 바 있는 휘성과의 합작을 통해 2010년 6월, 신인 가수 김소리의 곡 Hero를 프로듀싱하였다.
이 당시 그는 개인 앨범 역시 준비하고 있었으나 바쁜 프로듀서로써의 일정 및 주변에서 한국에선 아직 성공하기엔 이른 음악 스타일이라는 충고 때문에 계속 연기되었다. 반면 그의 작곡가 활동은 계속되었으며, 특히 Digital Masta와 함께 Blue Magic이라는 작곡 팀을 결성, 4minute, MBLAQ 등 다수의 아이돌 그룹 곡을 작업해 좋은 반응을 얻었다. 2011년 나온 Verbal Jint의 Go Easy 앨범에서는 오랜만에 보컬로 참여하였다. 또 2012년 설특집으로 방영된 《나는 트로트 가수다》에서 조항조의 편곡자로 모습을 비추기도 하였다.
작곡 활동으로 상대적으로 가수 활동에 소홀했던 그는, 2012년 겨울 싱글을 발표하면서 가수로써 컴백하여 많은 팬들의 지지를 받았다. 이후 활동은 활발하여 1년 여에 걸쳐 대여섯 장의 디지털 싱글을 발표하였다.
대표곡: 어쩌다, 나란 사람, Midnight No.1 Song

## 디스코그래피
- 2006년 2월 24일 LP A Love Confession LP
- 2006년 12월 20일 디지털 싱글 Same Color, Different Feeling
- 2012년 11월 23일 디지털 싱글 Midnight No.1 Song[14]
- 2013년 5월 14일 디지털 싱글 It's OK
- 2013년 6월 10일 디지털 싱글 `나만 믿어` (Dok2와 합작)
- 2013년 7월 23일 디지털 싱글 `어디 갈래` (개리, Crush와 합작)
- 2013년 12월 13일 디지털 싱글 Private Interview
- 2014년 1월 16일 디지털 싱글 Whatcha Step
- 2015년 5월 27일 《복면검사 OST Part.1》 (샴페인과 합작)

## 이름
- Rich C Nuts는 그가 처음 데뷔 때 쓴 이름으로, 래퍼로 활동할 때 쓰였다. 어릴적 별명이 "Nuts" (미치광이)인데서 온 것으로, C는 Crazy를 뜻한다.[10] 이후 이 이름은 가수 리치와 중복된다는 이유로 사용을 안 하게 되었다.
- C-Mack은 래퍼로써 활동할 때 그가 쓰는 이름으로, LowDown 앨범에 등장하나 현재는 랩할 때도 그다지 쓰고 있지 않다.
- C-Luv는 원래 보컬로 그가 활동할 때 쓰던 이름으로, 태완의 가장 많이 알려져있는 이름이기도 하다. 현재도 병행하여 자주 쓰인다.
- 태완은 그의 본명에서 온 이름으로 현재 그가 주로 사용하는 이름이다. 주석이 R&B스럽다는 충고를 해준 끝에 정해진 이름으로,[10] TAY-1이라는 영어표기를 사용하기도 한다.